# Obedjiwan
Obedjiwan (designado oficialmente como Obedjiwan 28) es una reserva india canadiense y aldea de tribus Primeras Naciones Innu ubicados en la costa norte del embalse de Gouin en la región de Mauricie de Quebec, Canadá. La reserva es una de tres pertenecientes a la banda Atikamekw de Opitciwan de la Primera Nación Atikamekw. En 2016 la población en la reserva 2019, una disminución de 2031 habitantes en 2011.

## Geografía

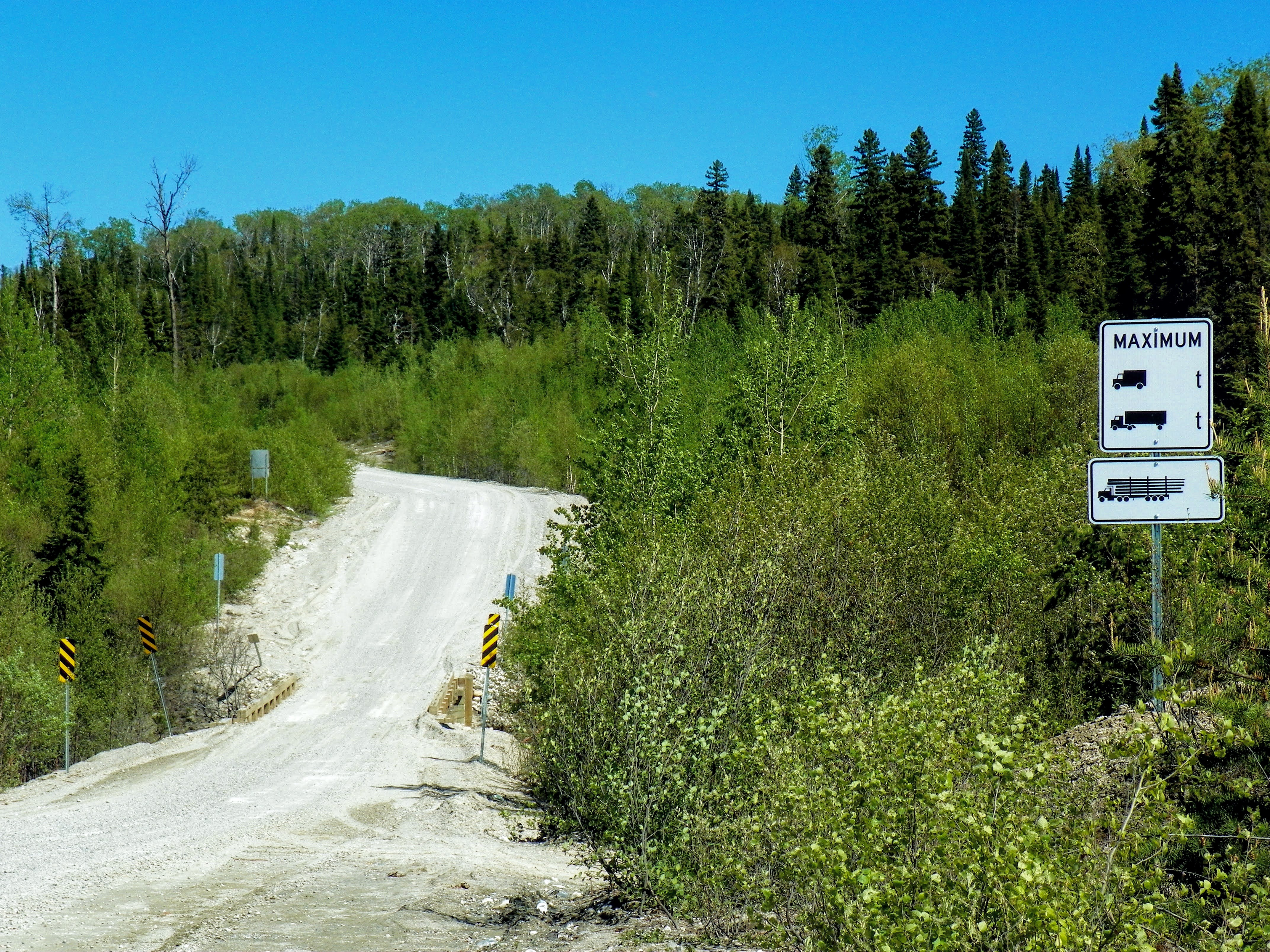
Ruta 1046 al norte de Obedjiwan

La reserva Obedjiwan está situada en la costa norte del embalse Gouin, a 143 kilómetros (88,9 mi) en línea directa al sur de Chibougamau, 118 kilómetros (73,3 mi) al norte de Wemotaci y 217 kilómetros (134,8 mi) al noroeste de La Tuque. La reserva está ubicada entre el lago Kamitcikamac (por el oeste) y la bahía de Wopisiw (en el este). Por su lado sur se encuentra la punta Martel Kiwam que se adentra en el lago Mamette.
La reserva Obedjiwan es un enclave dentro de la Ciudad de La Tuque. Es la reserva Atikamekw más aislada de Quebec. Es accesible por un largo camino forestal de ripio de 146 kilómetros (90,7 mi), que se extiende hacia el este por la ruta 167 de Quebec que une Saint-Félicien con Chibougamau. De ahí que la distancia por carretera para llegar a Chibougamau sea de 124 kilómetros (77,1 mi) . Desde Obedjiwan por carreteras forestales se evita el embalse de Gouin en dirección hasta Chapais. La distancia por carretera entre Obedjiwan y La Tuque es 319 km (198,2 mi), con un camino forestal que pasa por alto el embalse de Gouin en el lado este. Hacia el oeste, la distancia Obedjiwan-Senneterre es 260 kilómetros (161,6 mi) . En este contexto de distancia, el avión es un medio de transporte muy utilizado para accesar la reserva.

## Etimología
La palabra Obedjiwan, escrita en la ortografía estandarizada Atikamekw como Opitciwan, proviene de las raíces oba u obe que significa "estrecho" y djwan que significa "correr". Por lo tanto, se puede traducir como "corriente del estrecho o paso".
El nombre, atribuido por primera vez al lago, ha sufrido muchas variaciones ortográficas desde su descubrimiento. En 1825, la Compañía de la Bahía de Hudson instaló un puesto, llamado Waupatchinauganiskau, probablemente por ser la forma original del topónimo. En 1871, el explorador John P. Bignell visitó el lugar e hizo mención del nombre Obidjouan y sin dejar mayores detalles del sitio. En 1904, el Quinto Informe de la Junta Geográfica de Canadá usó el nombre Obiduan y esta fue la forma aceptada hasta 1964. Sin embargo, se sabe que hasta principios del siglo XX, los Atikameks frecuentaban más la región de Kikendatch que el de Obedjiwan. Otras variaciones del nombre incluyeron Obijuan y Wabijiwoine.

## Historia
La zona del curso alto del río Saint-Maurice fue durante mucho tiempo la tierra natal del pueblo indígena Atikamekw. El lago Obedjiwan, un lago en la cabecera del río Saint-Maurice inundado durante la construcción del embalse de Gouin, estaba ubicado a lo largo de importantes rutas en canoa hacia el lago Saint-Jean a través del lago Necouba (Lac Nicabau) y hacia la bahía James. En el siglo XVII, y quizás desde tiempos prehistóricos, las orillas de este lago eran un lugar de reunión y comercio para los Atikamekw, así como para otros pueblos indígenas de las zonas circundantes, donde participaban en interacción social, económica y cultural. Los atikamekw adquirieron trigo, harina y quizás armas de fuego de los hurones, a cambio de pieles de alce o castor. 

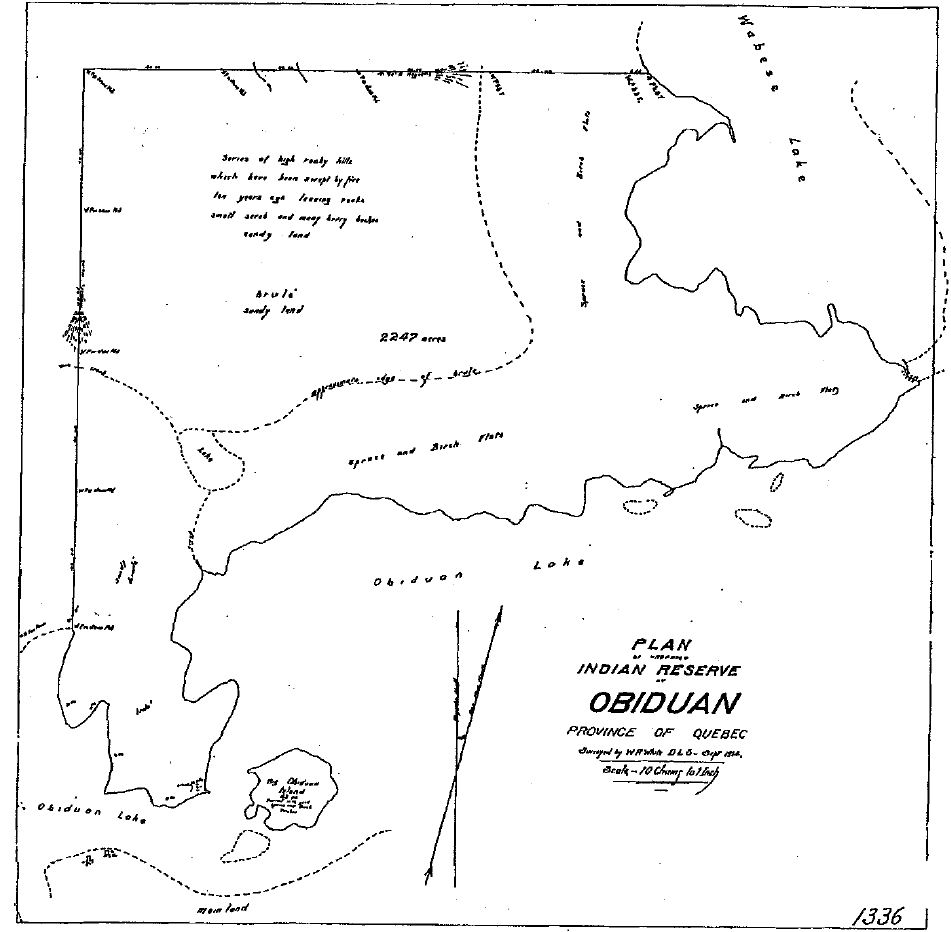
Mapa de la reserva india planificada de Obijuan (Obedjiwan) en 1914

En 1825, la Hudson's Bay Company (HBC) y la King's Posts Company establecieron puestos sucursales en el lago Obedjiwan, que rápidamente atrajeron a cazadores indígenas no solo de la zona, sino también de las regiones orientales de la Bahía James y de la parte superior del río Ottawa. En 1840, la Compañía de la Bahía de Hudson abandonó el lago Obedjiwan y se estableció en el lago Kikendatch (llamada ahora Bahía Kikendatch en la desembocadura del embalse de Gouin). Sin embargo, en 1911, la HBC transfirió su puesto Kikendatch de nuevo al lago Obedjiwan, lo que provocó que los atikamekw también regresaran a la zona. La HBC quería alejarse de los comerciantes competidores que socavaban su comercio en Kikendatch, mientras que los Atikamekw preferían evitar a los europeos que se hacían cada vez más numerosos en el sur. En aquella época, todavía no había un asentamiento real, aunque los Oblatos construyeron una capilla en 1916, que estaba situada al margen del río Saint-Maurice, frente al puesto del HBC, separada por el Estrecho de Obedjiwan. 

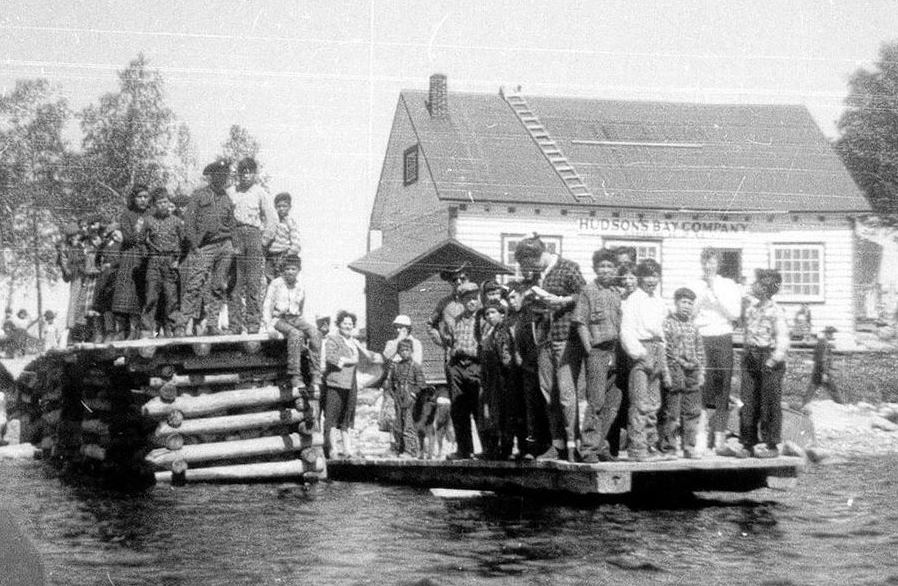
Atikamekw, HBC, lago Obedjiwan

La zona experimentó un gran cambio cuando se construyó la presa de La Loutre en 1917. El embalse que se formó detrás de la presa inundó no sólo cientos de lagos, incluido el lago Obediwan, sino también el antiguo asentamiento y sus sitios arqueológicos. Una nueva aldea, 3 kilómetros (1,9 mi) al oeste de la ubicación actual, se construyó en 1925, tras arduas negociaciones con la Commission des eaux courantes.
El 31 de diciembre de 1941, el Gobierno de Quebec proclamó la Ley de Tierras y Bosques que preveía la reserva de tierras en beneficio de las primeras naciones. El 14 de enero de 1944, un área de 2290 acres (926,7 ha) en el municipio geográfico de Toussaint fue transferido del Gobierno de Quebec al Gobierno de Canadá y se estableció oficialmente como la "Reserva India de Obiduan" el 21 de marzo de 1950. Pasó a llamarse "Reserva India Obedjiwan" el 23 de enero de 1964.
En 2002, los Atikamekw de Opitciwan iniciaron reclamos ante el gobierno de Canadá para obtener una compensación por las tierras y los bienes perdidos en las inundaciones, el retraso en la recreación de la reserva y el tamaño inadecuado de la reserva creada. Los reclamos aún están en curso.

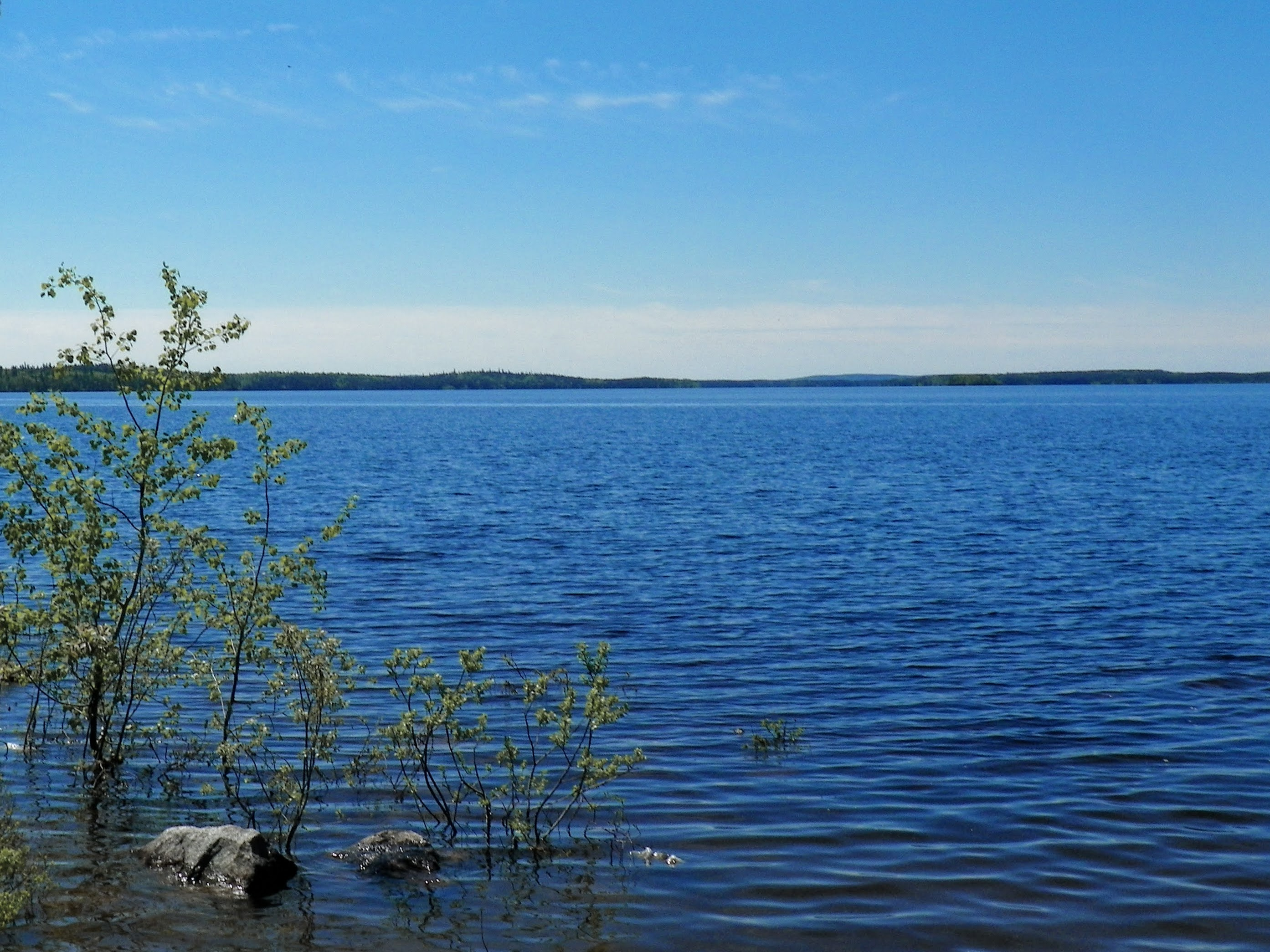
El embalse de Gouin rodea el pueblo.

- 1941-12-31: Ley de 1941, reserva de tierras que no excedan 133,55 hectáreas (330 acre) en beneficio de los indios mediante la transferencia del usufructo.
- 1943-10-27: Topografía de tierras para la reserva Obedjiwan, Cantón Toussaint (proyectado), Bloque A. Área: 926,72 hectáreas (2290,0 acre) .
- 14 de enero de 1944: Orden del Consejo 160, transferencia de la gestión y administración del Gobierno de Quebec al Gobierno de Canadá. Cantón Toussaint (proyectado), Bloque A. Área: 926,72 hectáreas (2290,0 acre) .
- 1950-03-21: Orden del Consejo núm. 1458, reservó el bloque adquirido (1944) por el Gobierno de Canadá para uso de los indios.

- Cantón Toussaint (proyectado), Bloque A, adquirido en virtud de la Ley de 1941. Transferir el gobierno y la administración del Gobierno de Quebec al Gobierno de Canadá, mediante Orden del Consejo 160 (14 de enero de 1944). Área: 926,72 hectáreas (2290,0 acre) [10]

## Demografía

### Idioma
La lengua atikamekw todavía es hablada por la gran mayoría de las familias y, por lo tanto, se encuentra entre las lenguas indígenas menos amenazadas de extinción según algunos estudios.[cita requerida] El idioma tiene algunas similitudes con el idioma cree hablado por las comunidades cree del sur de Quebec (Waswanipi y Oujé-Bougoumou). Este desarrollo paralelo de ambas lenguas puede ser el resultado de la frecuente interacción entre los cercanos cree y atikamekw. El segundo idioma utilizado en Obedjiwan es el francés.
Lengua materna:
- Inglés: 0%
- Francés: 2,5%
- Atikamekw: 97,0%
- Otros: 0,5%